# Russische Küche

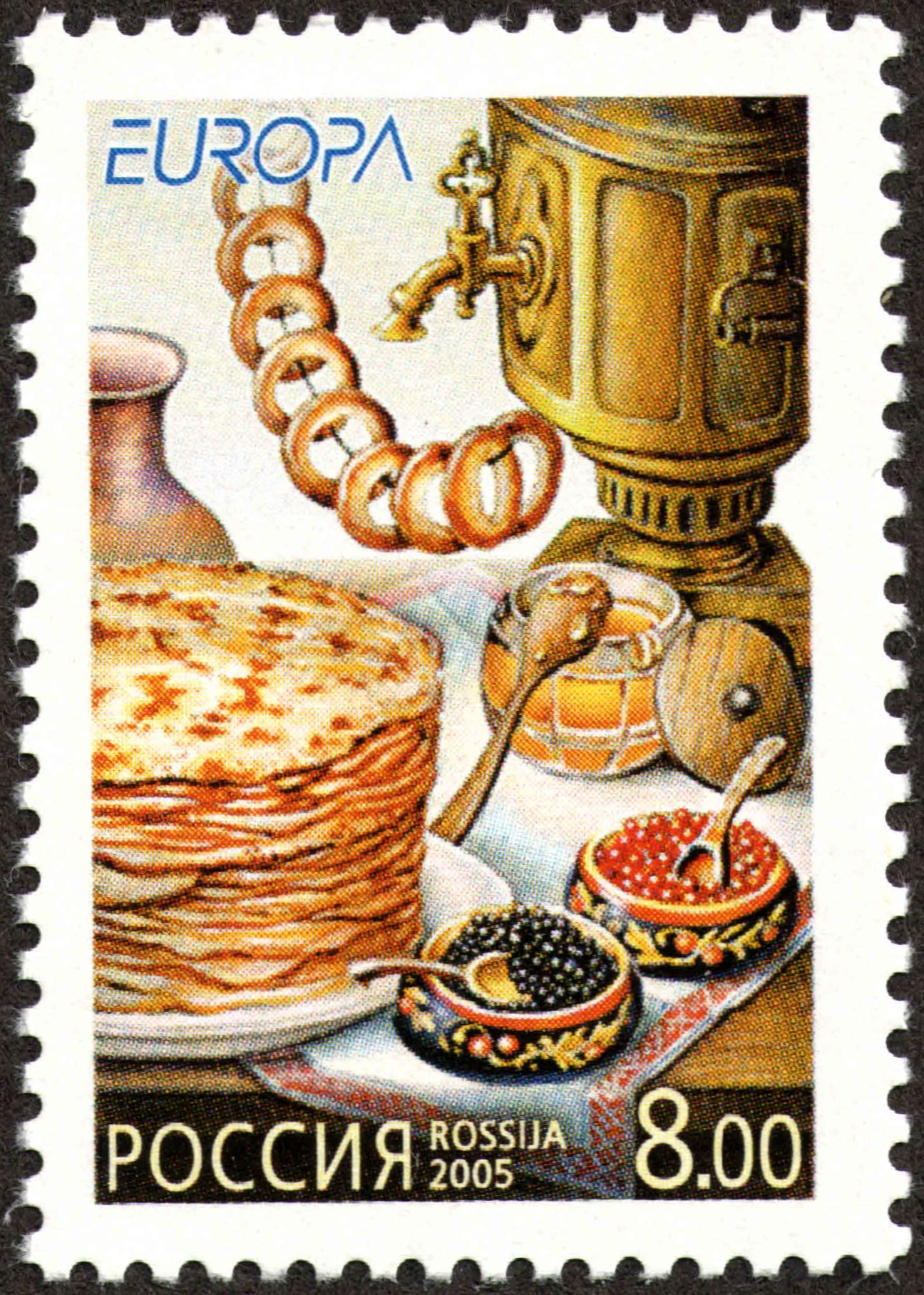
Eine russische Briefmarke zeigt die typischen zur Masleniza servierten Gerichte: Bubliki, Bliny, Kaviar, Honig und einen Samowar zur Teewasserzubereitung

Die russische Küche (russisch ру́сская ку́хня russkaja kuchnja) existiert in ihrer heutigen Form seit über 100 Jahren. Entwickelt hat sie sich aus einer langen Tradition, die mehrere Phasen durchlief:
- die Altrussische Küche vom 9. bis zum 16. Jahrhundert
- die Küche des Moskauer Fürstentums im 17. Jahrhundert
- die Küche des 18. Jahrhunderts und die Petersburger Küche in dieser Zeit
- die gesamtrussische Küche im 19. Jahrhundert
- die sowjetische Küche im 20. Jahrhundert.

Einzelne Gerichte und Zutaten der russischen Küche sind weltbekannt, zum Beispiel Kaviar, Salzgurken, Wodka, Krimsekt, Borschtsch, Pelmeni, Schaschlik, Piroschki, Kotlety (котлеты, ähnlich deutschen Buletten/Frikadellen), Bœuf Stroganoff, Kiewer Kotelett, Sauerkraut (ква́шеная капу́ста kwaschenaja kapusta) und Kohlrouladen (голубцы́ golubzy). Andere traditionelle Gerichte sind außerhalb der Landesgrenzen eher unbekannt, russische Restaurants im Ausland sind äußerst selten.

## Geschichte

### Küche der Kiewer Rus (862–1240)

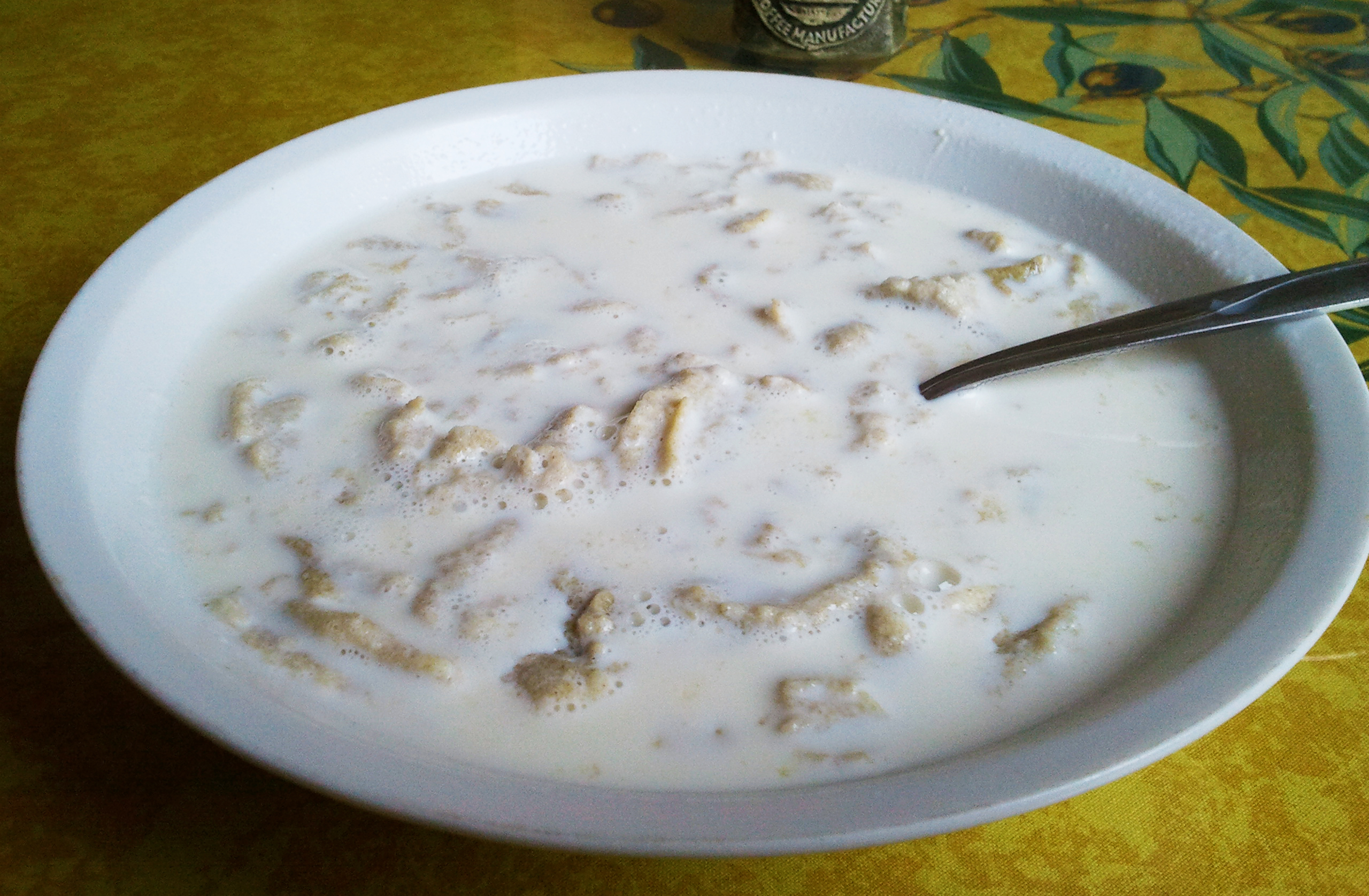
Buchweizengrütze (Gretschnewaja Kascha) mit Milch

In der Kiewer Rus waren in der Oberschicht Trinkgelage üblich. Die Nestorchronik gibt Auskünfte, was zur Zeit der Kiewer Rus gegessen und getrunken wurde. Brot, besonders dunkles Roggenbrot mit dem Triebmittel Sauerteig bildete neben der Grütze das Grundnahrungsmittel. Der Brei wurde aus Buchweizen, Roggen, Gerste oder Dinkel hergestellt und konnte je nach Wassermenge in verschiedenen Festigkeitsstufen hergestellt und mit Gemüse und Fleisch ergänzt werden. Das Fleisch stammte vom Rind, Schwein und Schaf. Daneben gab es Geflügel. Die Beute der Jagd spielte eine gewisse Rolle für die Ernährung. Allerdings verbot die orthodoxe Kirche den einfachen Leuten den Genuss von Bärenfleisch, Bibern, Wieseln, Birkhühnern oder Hasen. Neben Fischen waren Milcherzeugnisse weit verbreitet. Rüben- und Kohlarten, aber auch Zwiebeln und Knoblauch waren das am meisten verzehrte Gemüse. An Würzmitteln waren Essig, Zimt, Pfefferminze, Anis und Pfeffer bekannt, Honig wurde zum Süßen verwendet. Das verwendete Salz kam überwiegend aus galizischen Salzgruben.

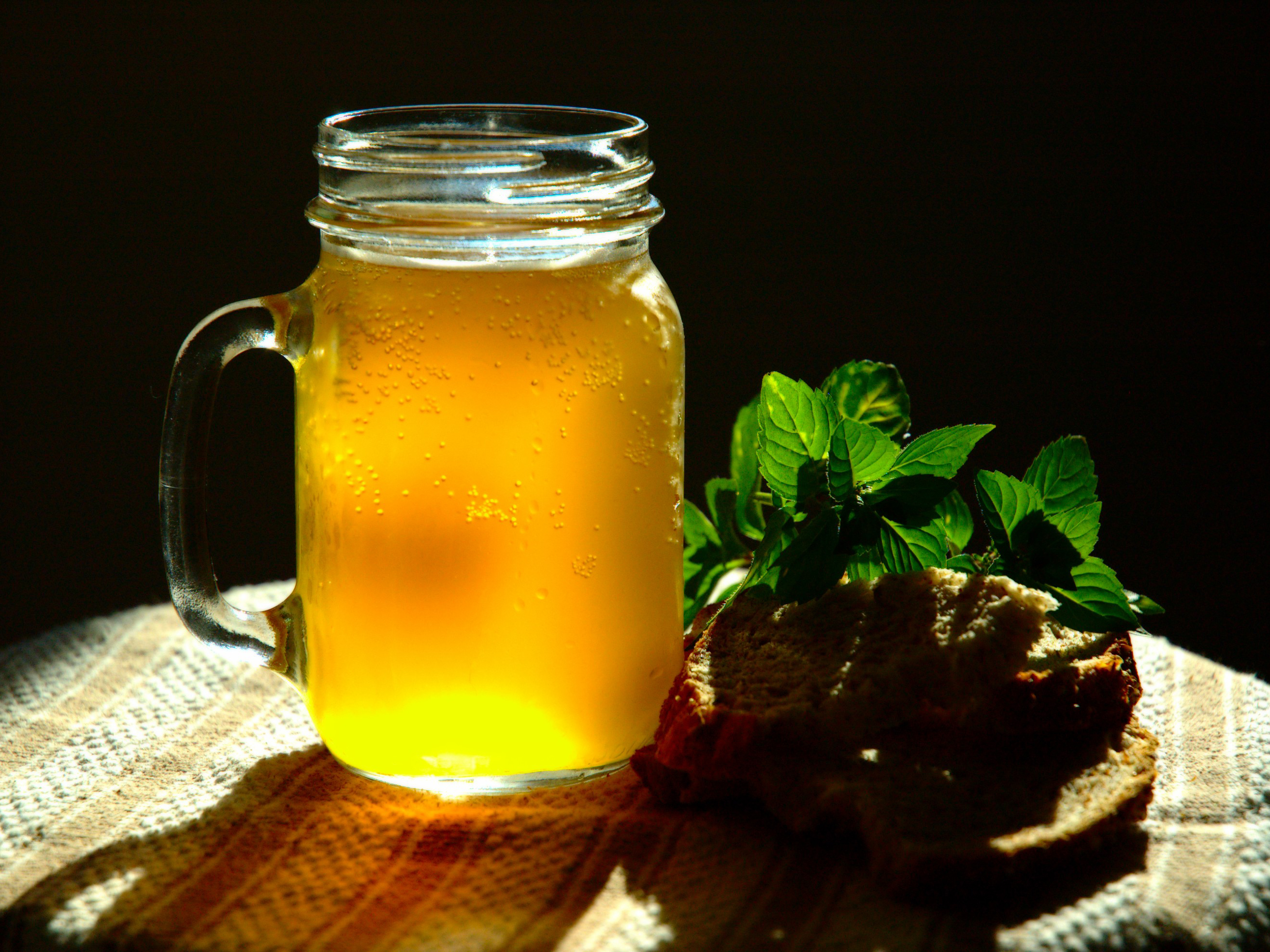
Kwas

Früchte gehörten regelmäßig zur Mahlzeit der Vornehmen. Zum Durstlöschen wurde Kwas verwendet, ein immer noch beliebtes, gegorenes Getränk aus Hopfen, Malz, Brot und Früchten. Als heißes Getränk war Sbiten populär, eine Art Kräutertee mit Honig. Wein, den sich allerdings nur die Reichen leisten konnten, wurde aus südlichen Ländern importiert. Wegen der Kälte im Winter hatten die Häuser, vergleichbar dem mitteleuropäischen Alpenraum, große Öfen, die zum Heizen und meistens auch als Schlafmöbel dienten. Um die Hitze dieser Öfen auszunutzen, wurden sie auch zur Speisenzubereitung benutzt, außerhalb der Heizperiode dienten die Öfen auch manchmal zum Kochen. Die Zubereitung von Speisen beschränkte sich daher auf das Kochen, Backen und Schmoren; Braten und Grillen waren selten. Die Vorratshaltung für den Winter bestand zu großen Teilen aus getrockneten Früchten und Pilzen, später besonders Sauergemüse, das durch die natürliche Milchsäuregärung haltbar gemacht wurde. Die Vorliebe für eingelegtes Gemüse aller Art und insbesondere für das Sauerkraut hat sich bis heute erhalten.

### Essen und Trinken während und nach der Mongolenherrschaft (1241–1547)

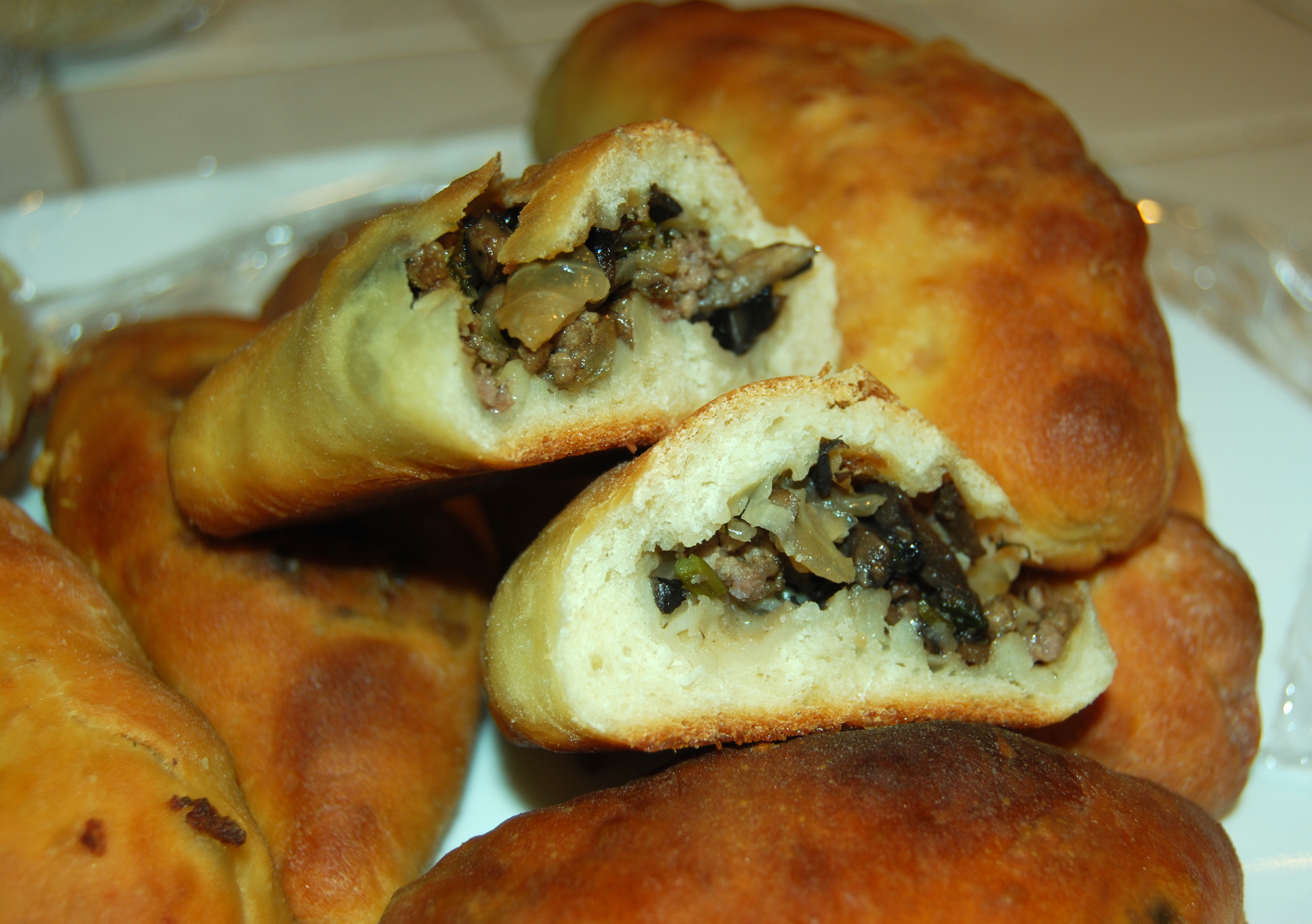
Piroschki

Gegenüber der Spätphase der Kiewer Rus änderte sich für die breite Masse der Bevölkerung beim Essen und Trinken wenig. Brot und Grütze blieben die wichtigsten Nahrungsmittel. Salz hatte als Gewürz und Zutat für die Lebensmittelkonservierung eine große Bedeutung. Durch die Kolonisierung der fruchtbaren südlichen Gebiete stellte sich eine Verfeinerung der Ernährung ein: Neben Kohl, Rüben, Knoblauch, Zwiebeln, Erbsen und Linsen traten Gurken, Möhren, Mangold, Rettich, Spargel, Wassermelonen und verschiedene Obstsorten: Äpfel, Kirschen, Pflaumen und Birnen spielten dabei die größte Rolle. Auch Wein wurde nun in beschränktem Umfang angebaut. Die Unterteilung der Tage in Fasten- und Feiertage hatte eine Aufteilung in Fastenspeisen (Fleischloses, Pilze und Fisch) und Festtagsspeisen (Fleisch, Butter, Eier, Milch) zur Folge, welche die Vielzahl an fleischlosen Gerichten förderte, die Kombination von Fleisch und Gemüse in einer Speisenfolge jedoch behinderte. Salate aus verschiedenen Zutaten waren zu dieser Zeit praktisch unbekannt.

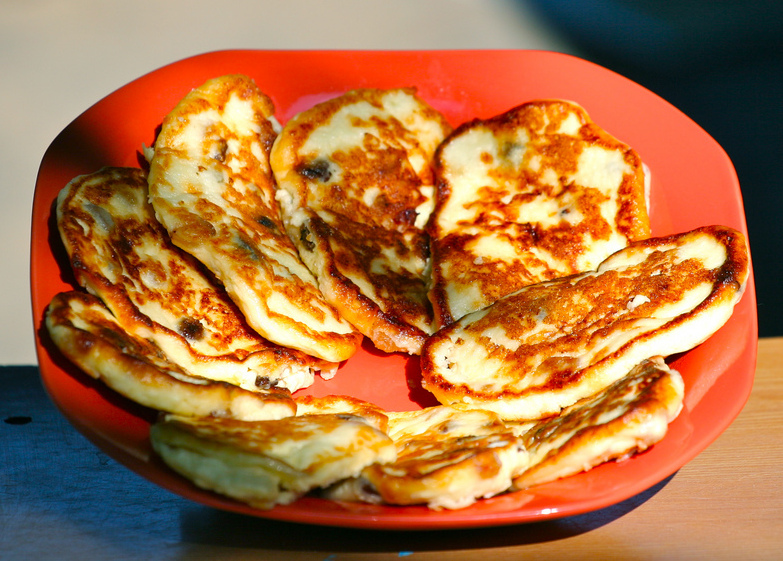
Syrniki mit Rosinen

In dieser Zeit entstanden Bliny (Pfannkuchen), Piroschki (kleine gefüllte Teigtaschen aus Hefe- oder Blätterteig) oder einfach Der Kuchen (russ. Pirog) und Kissel. Ab dem 14. Jahrhundert verbreitete sich auch Weizen und es entstanden Backwaren aus einer Mischung aus Weizen- und Roggenmehl: Oladji (Pfannkuchen), Baranki (hartgebackene Kringel) und Bubliki (weichere Kringel). Außerdem entwickelte sich die Vorliebe für Suppen und Eintöpfe ebenfalls in dieser Zeit. Als Süßmittel waren nur Honig und Beeren bekannt. Außer Lebkuchen gab es daher keine Süßspeisen.
Alkohol wurde meistens bei familiären oder religiösen Anlässen, z. B. an einem Kirchenfest oder zum Abschluss der Ernte getrunken. Allgemein tranken die Menschen statt Met und Kwas nun Bier und Wein. Allmählich gewann Branntwein an Beliebtheit; seit dem 16. Jahrhundert sind wodkaähnliche Getränke belegt. Daraus entwickelte sich ein lukratives Herstellungsmonopol des Staates. Zu Beginn des 17. Jahrhunderts kam Tee aus Ost- und Südasien als Getränk hinzu.

### Moskauer Küche im 17. Jahrhundert

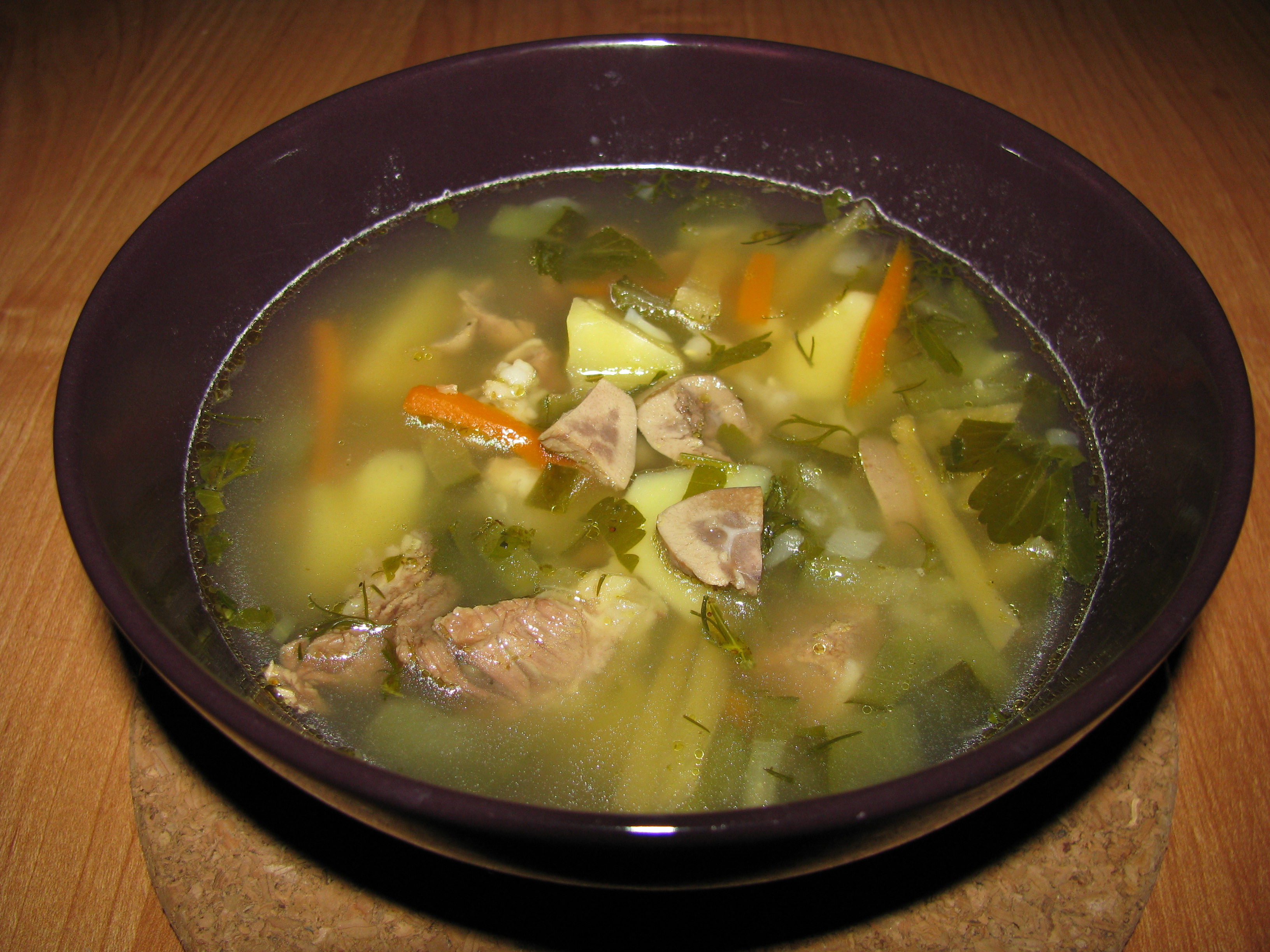
Rassolnik

Durch die Spaltung der Gesellschaft in eine reiche adlige Oberschicht und das verarmende Volk veränderte sich auch die Küche. Die der einfachen Leute wurde einseitiger, während die des Adels reichhaltiger und ausdifferenzierter wurde. Der Handel mit dem Ausland nahm zu, mehr Gewürze und Zutaten aus dem Ausland wurden importiert. Sie bereicherten die höfische Küche, blieben jedoch für die Mehrheit unerschwinglich. Neue Gerichte entstanden auch durch den Einfluss der Tataren, die Datteln, Rosinen, getrocknete Aprikosen und Melonen lieferten. Rohrzucker wurde importiert und erweiterte die Möglichkeiten für Süßspeisen. Die Kombinationsmöglichkeiten waren jedoch immer noch eingeschränkt, da Zutaten nicht zerkleinert und nicht vermischt werden durften. Es bildeten sich drei Grundtypen von Suppen heraus: Kalja, Soljanka und Rassolnik.

### 18. Jahrhundert und Petersburger Küche
Die Spaltung der Essgewohnheiten von Armen und Reichen wurde im 18. Jahrhundert noch deutlicher: Während die Oberschicht sich immer weiter von den ursprünglichen Gerichten abwandte und sich zu ausländischer Küche, speziell aus Westeuropa, hinwandte, verarmte die Küche der einfachen Leute weiter. Dies ging so weit, dass es fast keine Kochbücher über ursprüngliche russische Küche gab, sondern nur noch Kochbücher mit Gerichten aus dem Ausland. So wurden Aufläufe und Pasteten, Butterbrot (bis heute ein deutsches Wort im Russischen) und Klöße bekannt. Erst nach dem Krieg gegen Napoleon I. 1812 erwachte durch stärkeres Nationalbewusstsein wieder das Interesse an der russischen Küche. Dennoch blieb der ausländische Einfluss deutlich. Die Speisen wurden mehr miteinander kombiniert, es gab nun auch gemischte Beilagen und Salate. Durch die Verbreitung des Herds und dazugehörendem Küchengerät wurden neue Zubereitungen möglich.
International löste das in der russischen Küche übliche Service à la russe, bei dem die einzelnen Gänge nacheinander aufgetragen wurden, die bis dahin übliche Methode des Service à la française ab, bei dem alles auf einmal aufgetragen wurde, was zwar eindrucksvoll, aber unpraktisch war und wie es heute noch beim Buffet zu finden ist.

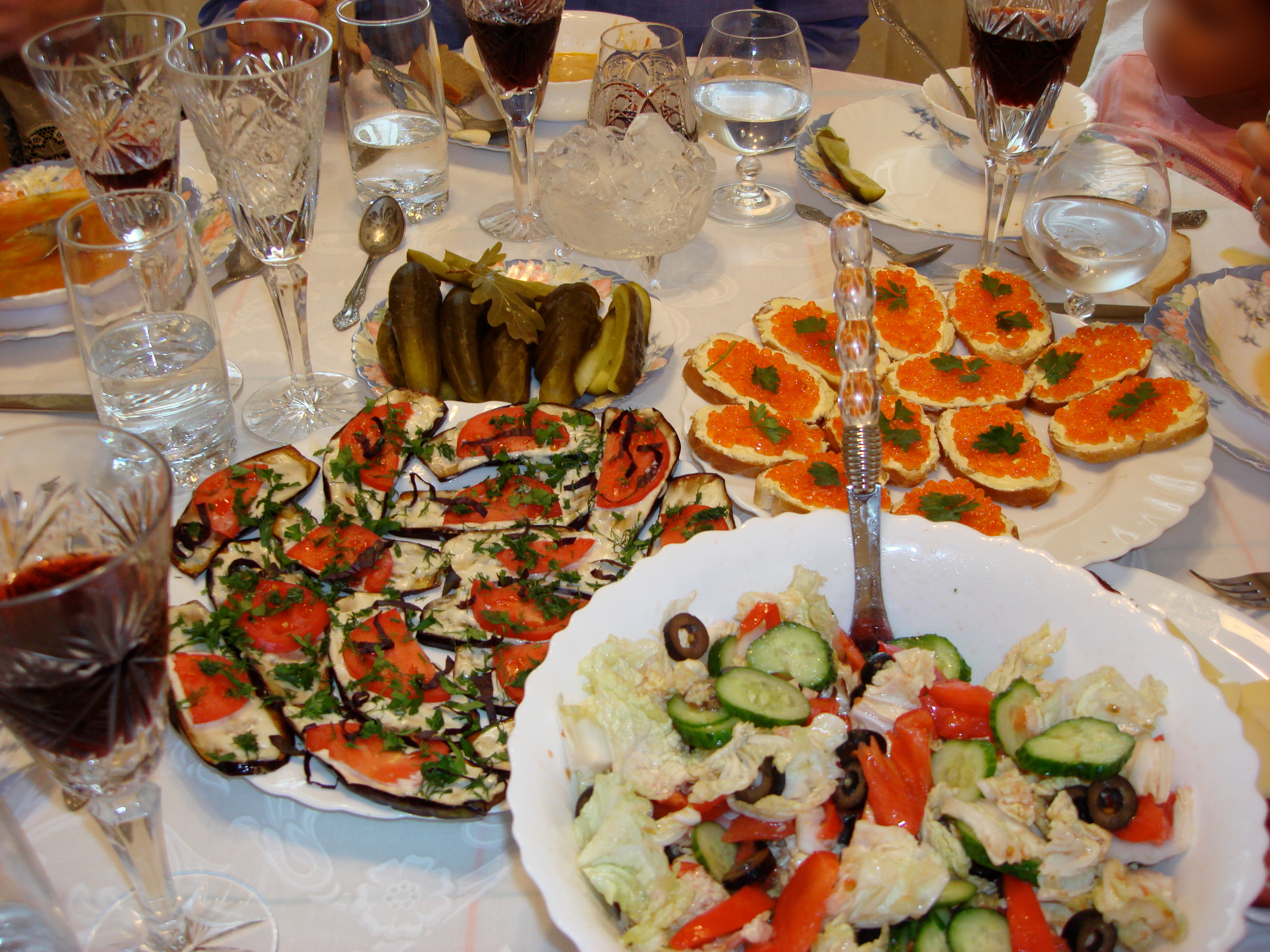
Buterbrody (belegte Schnitte), Salzgurken und andere Sakuski auf der Festtafel

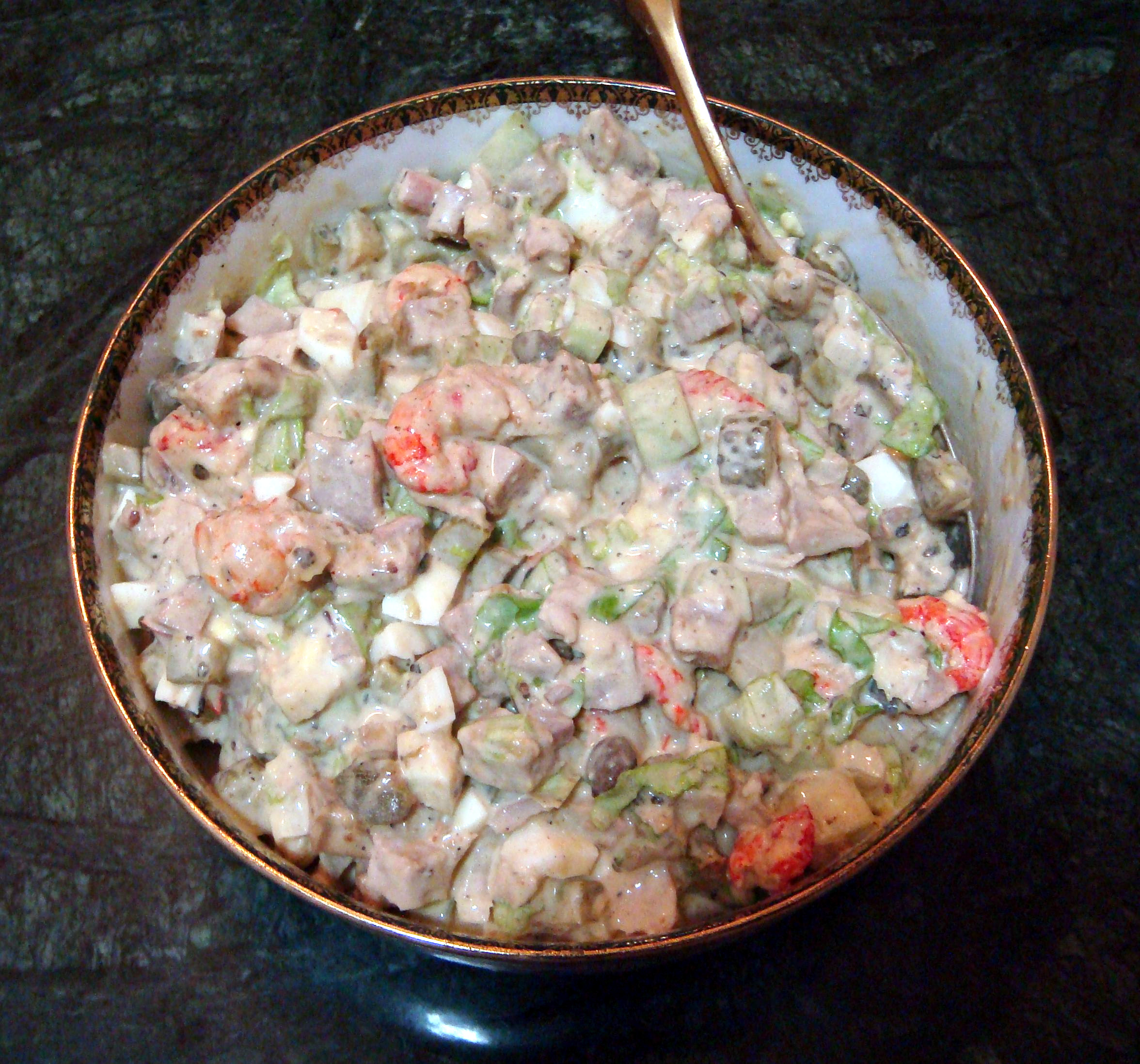
Oliviersalat nach der ursprünglichen Rezeptur aus den 1860er Jahren

### Gesamtrussische Küche
Durch die schnellere Verbindung der Eisenbahn und dem damit verbundenen Austausch beeinflussten sich die verschiedenen regionalen Küchen Russlands gegenseitig. Teigtaschen (Pelmeni) und Buckellachs aus dem Osten wurden zu gesamtrussischen Nationalgerichten. Rentierfleisch aus Sibirien und Kumys (saure Stutenmilch) aus Zentralasien wurden später auch in den anderen Regionen konsumiert. Die Vorlieben für Brot und gefüllte Teigtaschen, Brei, Pilz- und Fischgerichte sowie Suppen und sauer eingelegtes Gemüse blieben bis heute erhalten. Die Industrialisierung ermöglichte Konserven und vorgefertigte Nahrung, westeuropäische Gerichte wurden übernommen, verbreiteten sich und wurden zu „russischen“ Gerichten. Insgesamt zeigt die russische Küche eine für die Größe des Landes erstaunliche Einheitlichkeit.

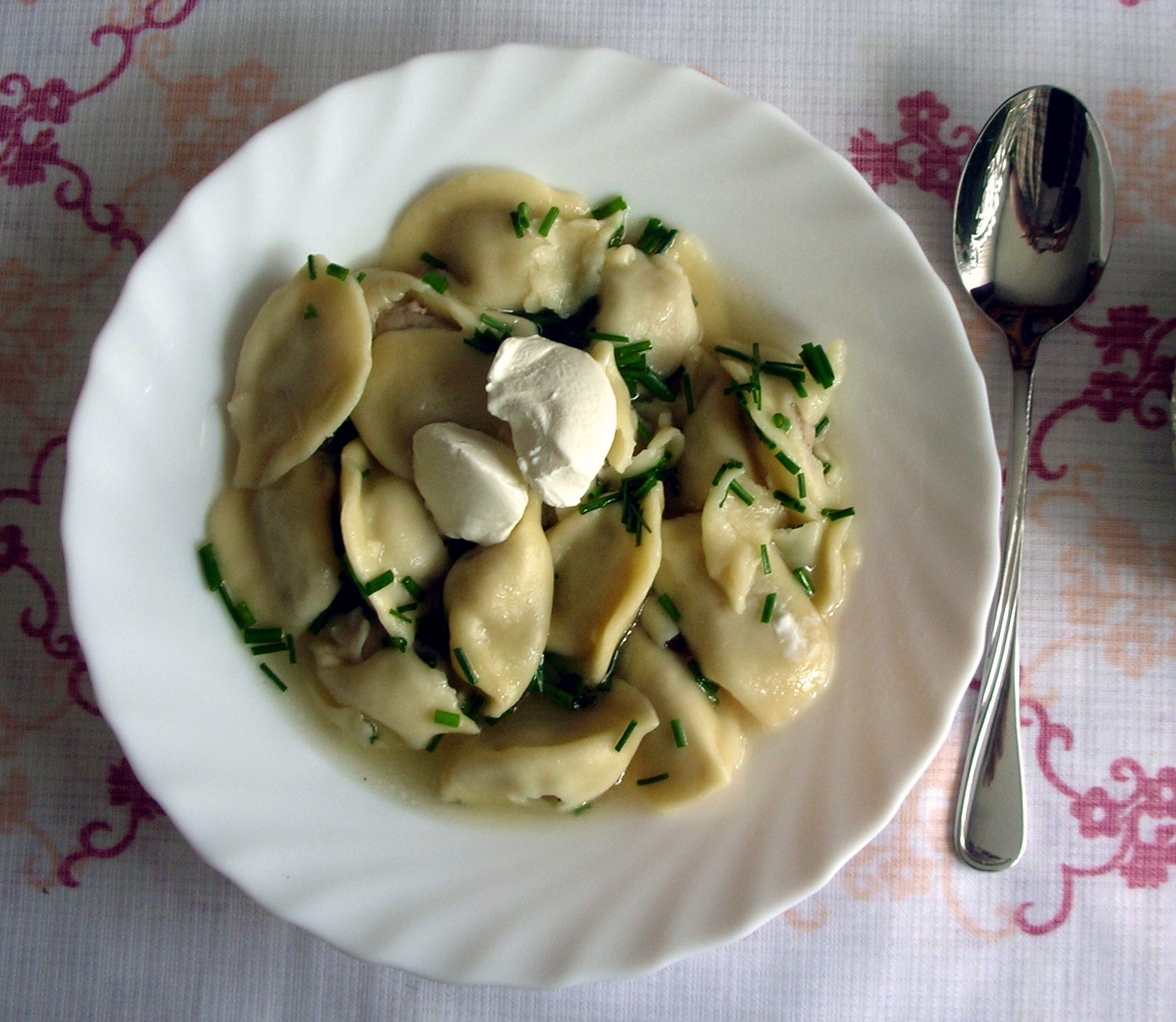
Pelmeni

### Sowjetische Küche
Der auf die Revolution von 1917 folgende Bürgerkrieg und Stalins Zwangskollektivierungs- und Umsiedlungspolitik hatten eine noch stärkere Vermischung der Siedlungsgebiete der unterschiedlichen Nationalitäten der Sowjetunion zur Folge. In den Fabriken und Betrieben setzte sich die Gemeinschaftsverpflegung durch. Die genossenschaftliche Speiseproduktion verdrängte teilweise die häusliche Küche. Kulinarische Traditionen wurden vernachlässigt und die Speisekarten verarmten. Andererseits wurden u. a. unter Anastas Mikojan neue Lebensmittel (etwa Doktorskaja oder Plombir) oder einfachere industrielle Herstellungsmethoden entwickelt, um die Bevölkerung der Sowjetunion leichter versorgen zu können. Seit den 1970er Jahren begann eine Rückbesinnung auf die altrussische und Moskauer Küche.
Nach Peter Brang spielten im zaristischen Russland die vegetarische Küche, entsprechende Restaurants und Vereinigungen auch eine bedeutende politische Rolle, da eine vegetarische Lebensweise nach dem Vorbild Tolstois, wie im Falle Natalia Nordmans, als Kennzeichen der intellektuellen politischen Opposition galt.
Mit dem Zerfall der Sowjetunion kamen die internationale Küche, aber auch Fastfoodketten wie McDonald’s nach Russland.

## Ess- und Trinkgewohnheiten

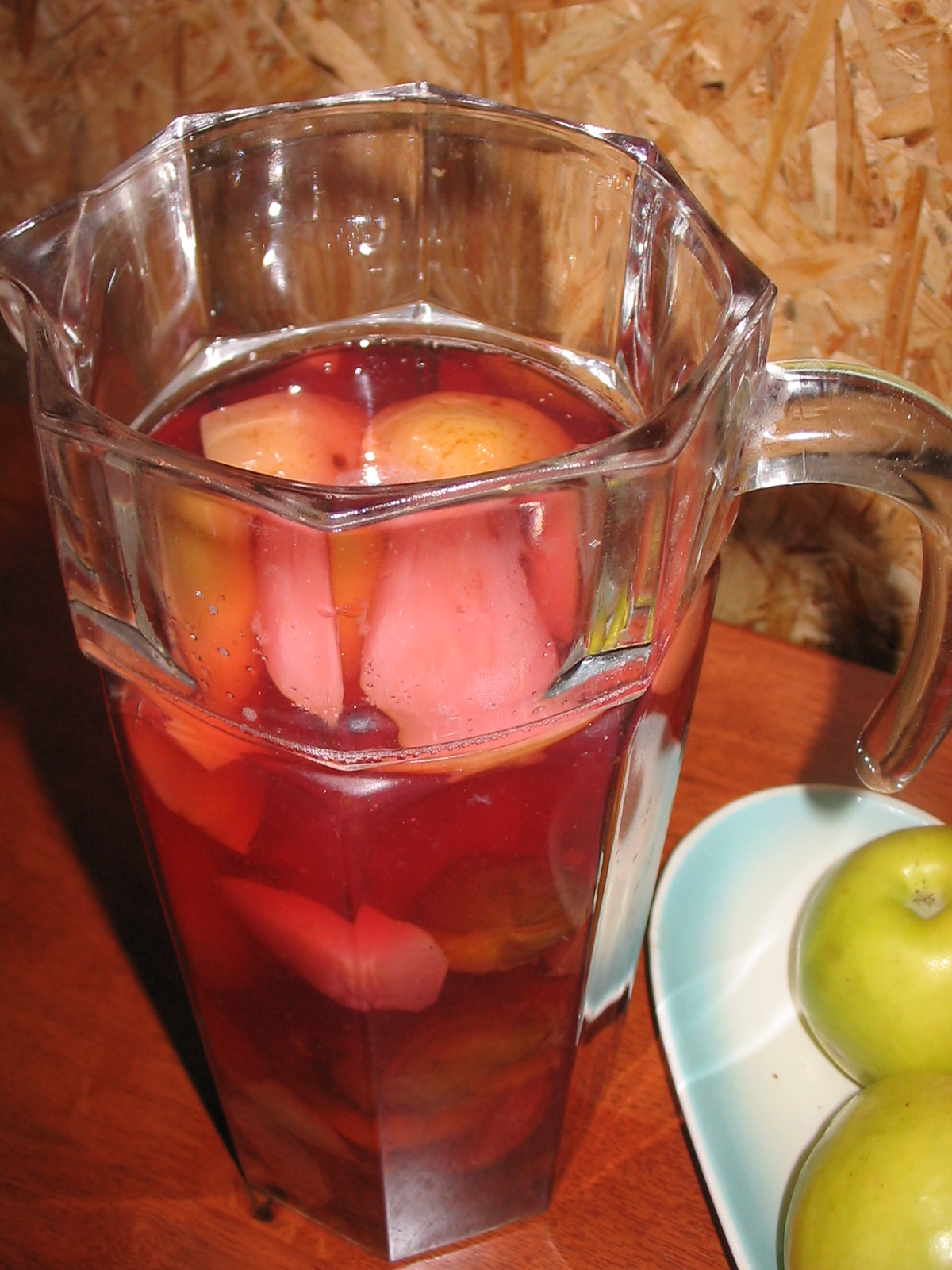
Kompott (Getränk)

Zum Frühstück gibt es im Allgemeinen Kaffee oder Tee (meist Schwarztee), saure Milchprodukte (Quark, Kefir, Sauerrahm), Eier, gekochte Wurst oder Käse, Milchbrei und Brot. Manchmal werden Bliny serviert, eigentlich ein Gericht, das typischerweise zur Masleniza gehört. Der Blin wird mit Schmand oder saurer Sahne bestrichen und anschließend zusammengerollt verzehrt (die Zureichung von Kaviar ist in der einfachen Küche den Festtagen vorbehalten). Kinder bekommen in der Schule oft ein warmes Frühstück.
In Kantinen wurde in der Zeit der Sowjetunion mittags meist ein Tagesmenü (russisch комплексный обед kompleksnyj obed) aus einer Suppe, einem Hauptgericht und einem Getränk (Kompott oder Kissel) angeboten. Oft waren dies Suppen aus Geflügel- oder Fleischbrühe, in die Einlagen wie Graupen oder Reis gegeben wurden. Brot gehörte immer dazu. Das Mittagessen kann durch einen Salat als Vorspeise ergänzt werden.
Auch abends wird eine warme Mahlzeit bevorzugt.

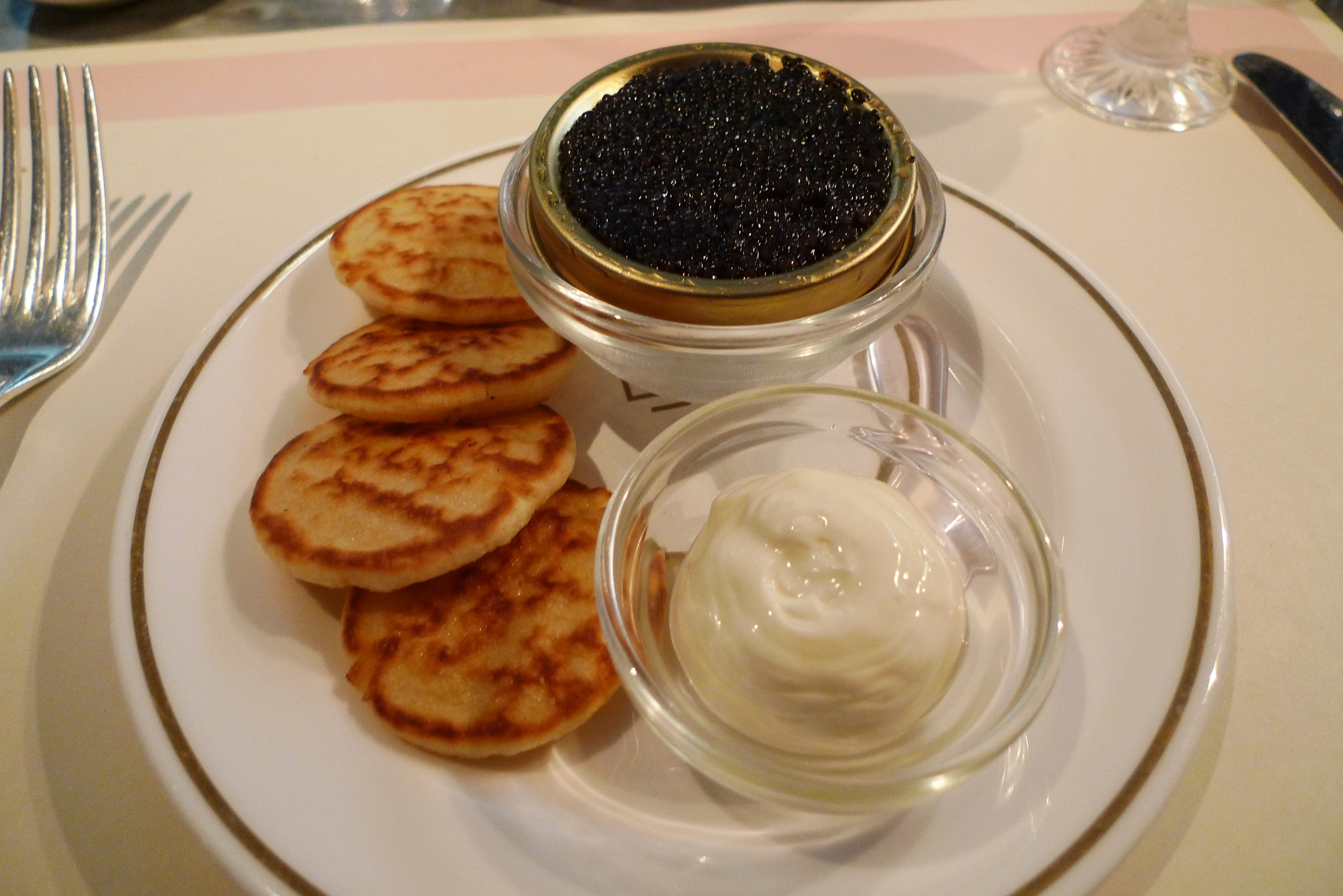
Oladji mit Kaviar

### Kaviar
Kaviar stammt vom Stör, der hauptsächlich im Schwarzen Meer, Asowschen Meer und Kaspischen Meer gefangen wird. Er wird in Kombination mit Wodka meistens zu Silvester verzehrt. Zum Klischee, dass Kaviar eine typisch russische Leckerei sei, schreibt der deutsche Schriftsteller russisch-jüdischer Herkunft Wladimir Kaminer: „Wie jeder vernünftige Mensch würde der Russe zum Wodka viel lieber Salzgurken essen und sich den Kaviar für Silvester aufsparen.“
Der Kaviar hatte und hat eine außergewöhnliche Stellung in der russischen Küche. So war Kaviar in der Sowjetunion mehr als Prestigeobjekt für das Ausland gedacht als für die Bevölkerung, welche auf Grund des teuren Produkts auf andere Fischkonserven wie etwa Lachs auswich.

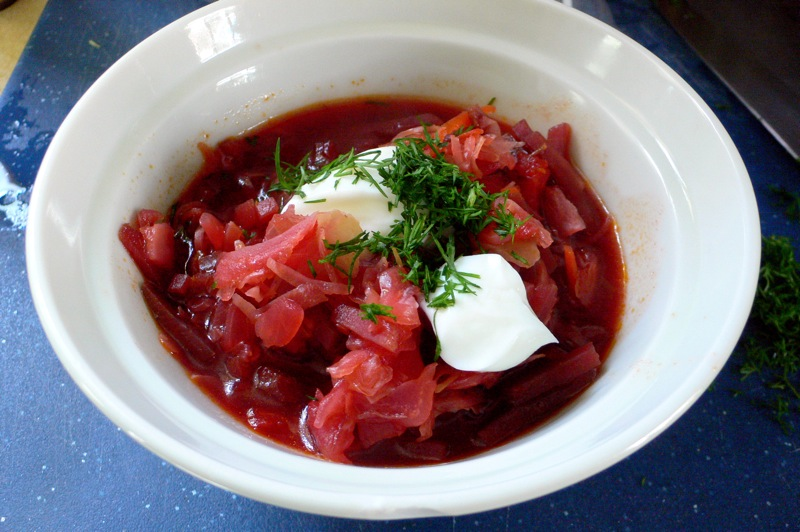
Ein Teller Borschtsch

### Suppen
Die russische Küche ist reich an Suppen. Die bekanntesten darunter sind Borschtsch (Rote-Bete-Suppe), Soljanka, Rassolnik, Ucha (Fischsuppe) und Schtschi (Kohlsuppe). Zu den Suppen werden Roggenbrot und/oder gefüllte Teigtaschen serviert.
Beliebt ist auch Okroschka, eine erfrischende kalte Suppe, die im Sommer serviert wird. Sie wird zubereitet aus Sahne und Kwas, auch Fleisch, Gurken, Kräutern und Gewürzen. Dazu werden saure Sahne, gehackte Kartoffeln und gehackte hartgekochte Eier gereicht.

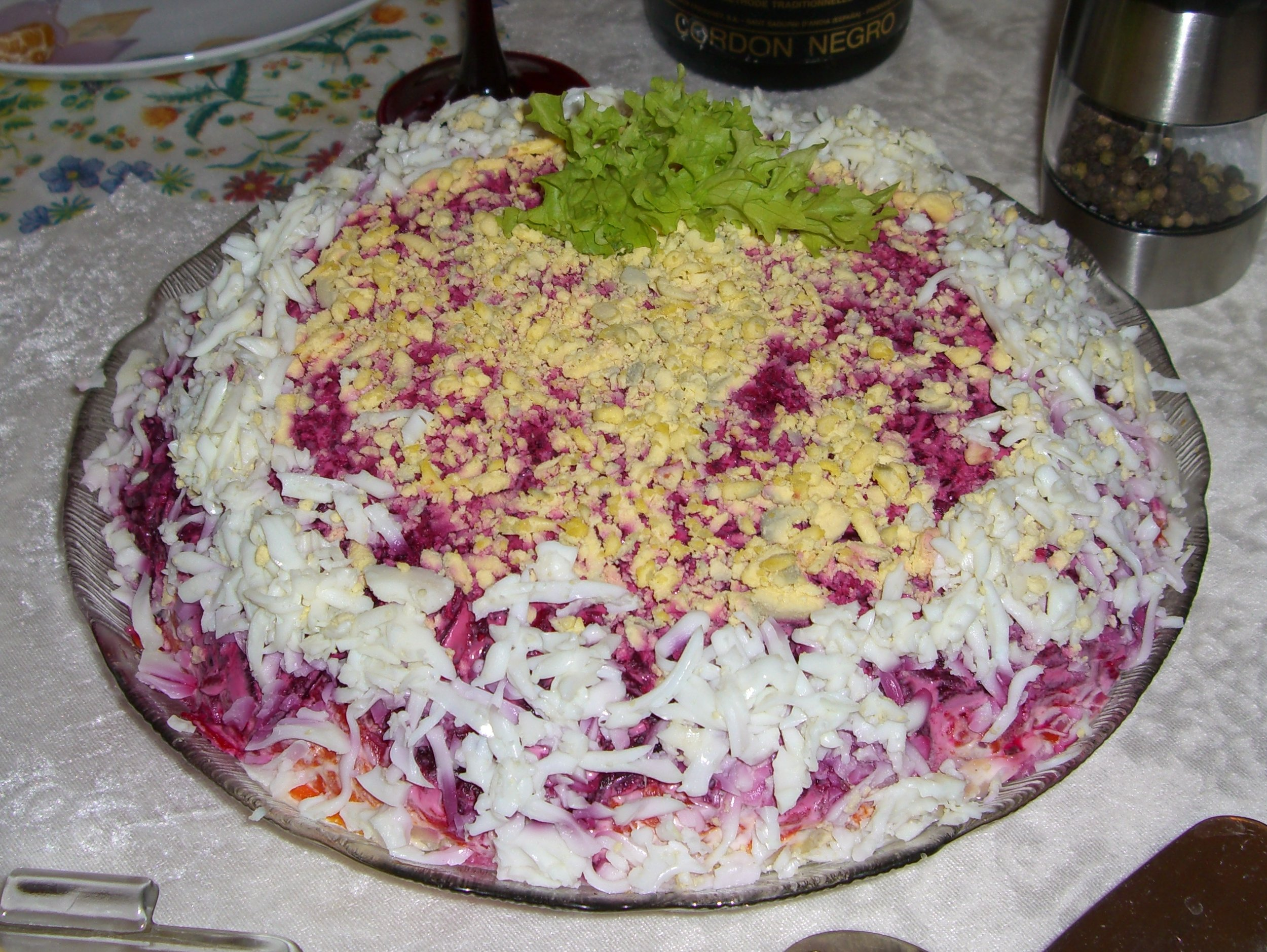
Hering im Pelzmantel

### Sakuski
Ein festliches Essen beginnt in Russland stets mit den kalten Vorspeisen, einer ganzen Reihe unterschiedlicher Salate (Oliviersalat, Hering im Pelzmantel, Eiersalat und Kombinationen aus Gemüsen mit viel Mayonnaise), Sülzen, eingelegtem Fisch (Sprotten, Strömlinge und weitere Heringsfische), Kaviar, Wurst, den Piroggen (russisch Piroschki), gefüllten Eiern, belegten Brötchen.
Das Servieren der Vorspeisen vor dem Hauptgericht ist eine alte Tradition. Schon im 10. Jahrhundert kamen zu Beginn einer Mahlzeit kalte Gerichte auf den Tisch. Die russischen Hausfrauen entwickelten im Laufe der Zeit mit viel Phantasie immer neue Rezepte.
Die Zahl der Vorspeisen stieg und ließ den Tisch schöner und dekorativer werden. Zu den Vorspeisen trinken Gastgeber und ihre Gäste Wein, Wodka und andere starke Getränke; Trinksprüche werden ausgegeben.
Ein alter Brauch war der Empfang des Gastes mit Brot und Salz, die ihm auf einem bestickten Handtuch überreicht wurden. Dieses Ritual wird heute meist für Touristen in Hotels oder bei Empfängen benutzt.

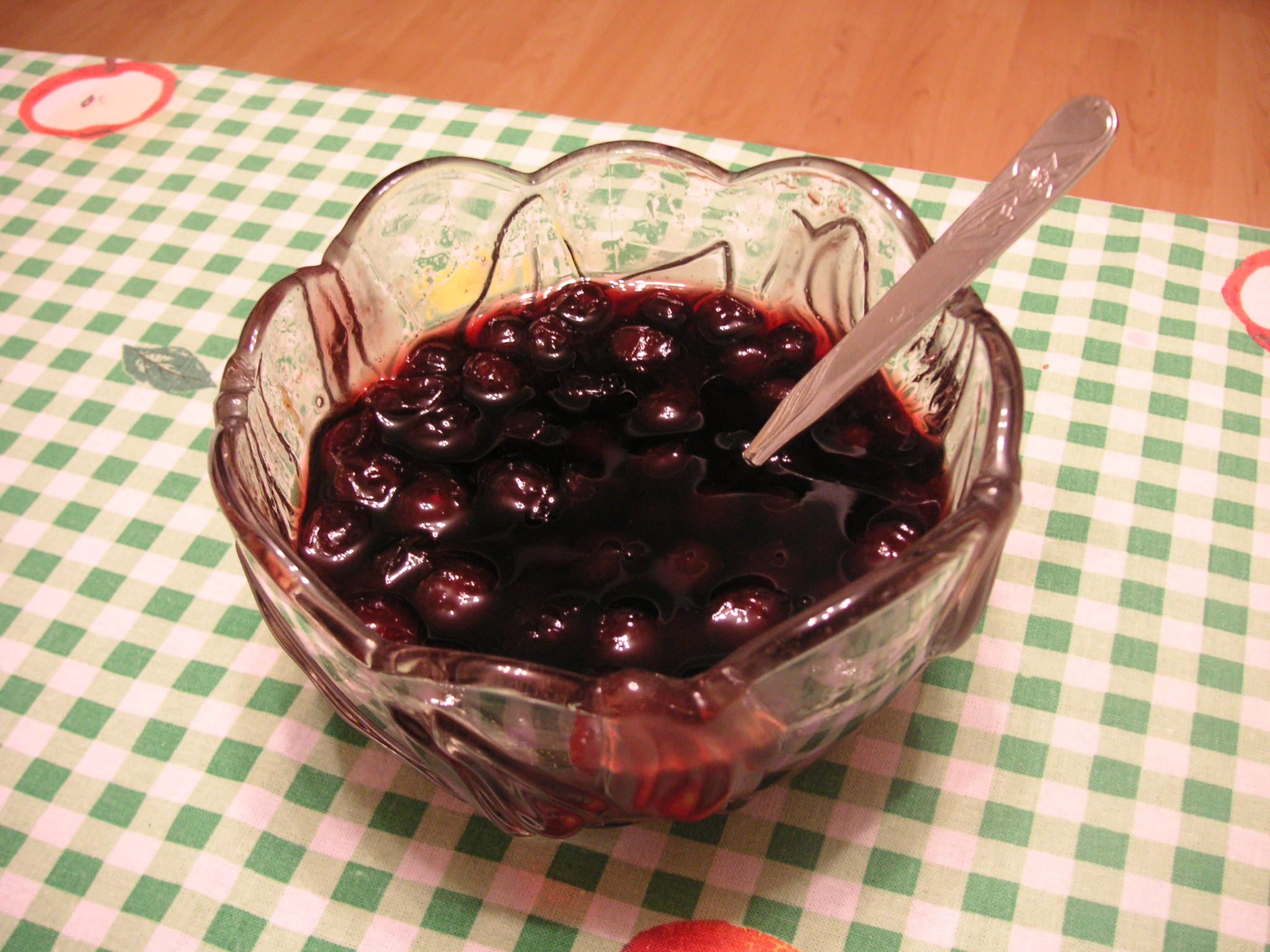
Ein Glas mit Warenje

### Tee
Tee, auf russisch чай (tschai) genannt, ist ein russisches Nationalgetränk. Er gelangte ab dem 16. Jahrhundert über die Seidenstraße aus China nach Osteuropa. In Russland wird dafür in einer kleinen Keramikkanne ein kräftiger Extrakt – vorzugsweise aus dem gerbstoffarmen indischen Tee – angebrüht, der anschließend mit sprudelnd kochendem Wasser aus dem dafür erfundenen „Selbstkocher“ (russ. Samowar) auf die gewünschte Stärke verdünnt wird.
Gesüßt wird der Tee mit Zucker oder Honig, auch Milch und Zitrone werden verwendet. Dazu werden unter anderem Suschki, Lebkuchen (Prjaniki), Watruschki und Konfekt serviert. Eine selbstgemachte Marmelade (russ. Warenje) wird auf kleinen Tellerchen entweder pur oder in heißem Wasser aufgelöst oder im Tee selbst verzehrt.